# Zmaj Direndaj
Zmaj Direndaj je glavna literarna oseba, v kratki sodobni pravljici Kajetana Koviča: Zmaj Direndaj (1981).

## O pravljici

### Vsebina
Zmaj Direndaj se je ves čas potepal po mestu in lizal lizike, ki so mu jih prinesli tujci. Ko pa je v Zmajsko mesto prišel nov župan, noben zmaj ni smel biti brez dela. Tako je Zmaj Direndaj dobil službo stražarja na mostu. Ker pa mu je bilo na mostu strašno dolgčas, se je nekega dne odločil, da preprosto ne bo šel v službo in se bo rajši odpravil na potep po mestu. Župan je bil jezen, ker Zmaja Direndaja ni bilo na delovnem mestu, zato je poklical glavnega stražnika Žalostnega Bernija, da ga poišče. Žalostni Berni je našel Zmaja Direndaja, ki se je naslanjal na most in jedel veliko rdečo lubenico. Odpeljati ga je želel k županu, a ga je zmaj na poti prepričal, da sta se ustavila na malici v gostilni PRI PASJI RADOSTI. Ker pa se je zmaj preveč najedel, ni mogel priti skozi vrata. Prosili so kuharico Debelo Julo, da ga potisne. Debela Jula pa ga je tako močno potisnila, da je zmaj zletel daleč v bližnjo mestno okolico. Ker pa mu je kraj ugajal, se je v gozdu zadržal tri dni, nato pa se vrnil v mesto. Med tem časom so prebivalci mesta iskali Zmaja Direndaja in na zidove obesili plakate o pogrešanem. Ko je Žalostni Berni ravno hotel razpisati tiralico, se je potepuh vrnil. Župan ga je vprašal, zakaj ne hodi v službo, ta pa je odvrnil, da je zelo dolgočasno. Žalostni Berni se je domislil, da je najbolje, če zmaj opravlja službo znamko lepilca, saj zelo rad liže lizike. In tako je Zmaj Direndaj postal glavni znamko lepilec v Zmajskem mestu.

### Interpretacija
V pravljici je osrednji motiv, motiv zmaja, ki je drugačen od drugih zmajev v Zmajskem mestu. Zmaj Direndaj je veliko bolj len in željan dogodivščin kot drugi zmaji. Eno od sporočil pravljic je, da mora vsak opravljati svoje delo in naloge, saj ne moremo ves dan le lenariti in jesti sladkarije, kot je želel Zmaj Direndaj. Kraj dogajanja je Ljubljana, ker je v pravljici omenjen most, na katerem so stražili zmaji, torej Zmajski most.

## Predstavitev literarnega lika
Zmaj Direndaj je bil majhen zmaj z debelimi očmi, zmajskim rilcem, šilastimi ušesi in dolgim zašiljenim repom. Mesto v katerem je živel je bilo Zmajsko mesto (Ljubljana). 
Glavno literarno osebo so poimenovali Zmaj Direndaj, ker je užival v zmešnjavah, se vedno potepal po mestu in ljudem povzročal preglavice.
Njegov pozdrav ljudem se je glasil : »Prosim vas!« ali po francosko »Ževuzhonprrriii!«, kar naj bi pomenilo »Kaj pa vi tukaj?« ali pa »Zakaj pa tudi vi niste zmaj?«. 

### Pomen glavnega literarnega lika v pravljici
V Zmajskem mestu, kjer je živel je povzročal velike zmešnjave (nekaj dni se je potepal po gozdu in vsi prebivalci mesta so ga iskali). Na zidove so obesili plakate in takole opisali zmaja:
"Iščemo

ZMAJA DIRENDAJA,

ki županu nagaja,

ki nič ne dela in samo je, 

kdor ga vidi naj brž pove!

Za nagrado

dobi zaboj s čokolado."

## Stranske osebe pravljice
- župan Zmajskega mesta
- Žalostni Berni (pes)
- kuharica Debela Jula